# Pulchrana guttmani
Espèce
Synonymes
- Hylarana guttmani Brown, 2015

Pulchrana guttmani est une espèce d'amphibiens de la famille des Ranidae.

## Répartition
Cette espèce est endémique du Sud de Mindanao aux Philippines. Elle se rencontre sur le mont Busa.

## Publication originale
- Brown, 2015 : A new species of Stream Frog of the genus Hylarana from the mountains of southern Mindanao Island, Philippines. Herpetologica, vol. 71, p. 223–233.